# Rollestone
Rollestone – wieś w Anglii, w hrabstwie Wiltshire. Leży 14 km na północny zachód od miasta Salisbury i 129 km na zachód od Londynu.